# Walter Brugna
Walter Brugna (ur. 28 stycznia 1965 w Rivolta d'Adda) – włoski kolarz torowy i szosowy, trzykrotny medalista torowych mistrzostw świata.

## Kariera
Pierwszy sukces w karierze Walter Brugna osiągnął w 1988 roku, kiedy podczas mistrzostw świata w Gandawie wywalczył brązowy medal w wyścigu ze startu zatrzymanego zawodowców. W wyścigu tym wyprzedzili go jedynie Danny Clark z Australii i Constant Tourné z Belgii (Tourné został zdyskwalifikowany, jednak Włochowi nie przyznano srebrnego medalu). Na rozgrywanych rok później mistrzostwach świata w Lyonie w tej samej konkurencji Brugna był drugi, ulegając tylko swemu rodakowi Giovanniemu Renosto. Na mistrzostwach świata w Maebashi w 1990 roku Walter był już najlepszy, bezpośrednio wyprzedzając Petera Steigera ze Szwajcarii i Australijczyka Danny'ego Clarka. Brugna startował także w wyścigach szosowych wygrywając między innymi we włoskiej miejscowości Crema w 1988 roku oraz trzy etapy Vuelta a la Argentina w 1991 roku. Nigdy nie brał udziału w igrzyskach olimpijskich.